# 博羅杜利哈區

博羅杜利哈區是哈薩克斯坦的行政區，位於該國東部，由阿拜州負責管轄，首府設於博羅杜利哈，始建於1944年，面積7,200平方公里，2013年人口37,864。